# Mercy Black
Mercy Black là một bộ phim kinh dị của Mỹ năm 2019 do Owen Egerton viết kịch bản và đạo diễn. Phim có sự tham gia của Daniella Pineda vào vai một người phụ nữ được đưa ra khỏi bệnh viện tâm thần 15 năm sau khi đâm chết một người bạn cùng lớp vì truyền thuyết đô thị về một hồn ma có tên là Mercy Black. Sau khi cháu trai Bryce (Miles Emmons) bị ám ảnh bởi cùng một hồn ma, cô tin rằng hồn ma là có thật. Austin Amelio và Janeane Garofalo xuất hiện trong các vai phụ. Bộ phim đã được phát hành trên Netflix vào ngày 31 tháng 3 năm 2019 mà không có thông báo trước.

## Diễn viên
- Daniella Pineda vai Marina Hess
- Jamy Lentz vai Marina (trẻ)
- Austin Amelio as William Nylund
- Elle LaMont vai Alice Hess
- Lee Eddy vai Lily Bellows
- Elke Boucher-Depew vai Lily (trẻ)
- Miles Emmons vai Bryce
- Janeane Garofalo vai Dr. Ward
- Dylan Gage vai Sam
- Rochelle Robinson vai Mrs. Cline
- Jessie Tilton vai Rebecca Cline
- Sophiánna Smith vai Rebecca (trẻ)

## Sản xuất
Biên kịch, đạo diễn Egerton cho biết ông bắt đầu nghiên cứu về tội ác thời thơ ấu sau vụ đâm người của Slender Man. Một trong những nguồn cảm hứng cho câu chuyện là Mary Bell, người đã sát hại hai đứa trẻ mới biết đi khi cô còn nhỏ. Bell đã được cấp danh tính mới sau khi mãn hạn tù, nhưng các phóng viên báo lá cải đã phát hiện ra danh tính mới của cô. Các nhà sản xuất muốn nhân vật chính vô tội, nhưng Egerton nói với họ rằng câu chuyện phụ thuộc vào việc đối mặt với quá khứ của một người.

## Phát hành
Mercy Black được phát hành trên Netflix không thông báo trước vào ngày 31 tháng 3 năm 2019.